# Латгальская демократическая партия
Латга́льская демократи́ческая па́ртия (латыш. Latgales Demokrātiskā partija) — региональная партия в Латгалии (1994—1999), объединившаяся в мае 1999 года с ЛСДРП. Центр в городе Даугавпилс.

## История
Основана в 1994 году в преддверии муниципальных выборов 1994 года в Даугавпилсскую городскую думу. Руководителем являлся Валдис Лаускис, в то время председатель временной городской управы.

## Съезды
- № 1
- № 2
- № 3

## Выборы
- Участие в выборах 1994 года в Даугавпилсскую городскую думу, получено 3 места из 15. Лаускис как глава временной Управы (1991—1994) уступил место Алексею Видавскому (1994—1997).
- Участие в выборах 6-го Сейма в 1995 году (коалиция из трёх партий), по Латгалии выставлялся и В. Лаускис, не избран.